# Bai Yang
Bai Yang (Hebei, 13. Juni 1984) is een Chinees tafeltennisster. Ze was op de wereldkampioenschappen van zowel Parijs 2003 als Shanghai 2005 verliezend finaliste in het gemengd dubbelspel, samen met Liu Guozheng. Daarnaast won ze in '05 aan de zijde van Guo Yan brons in het vrouwendubbelspel.

## Sportieve loopbaan
Bai Yang debuteerde in het internationale (senioren)circuit in 2000, waarin ze samen met Niu Jianfeng meteen het dubbelspel van het Zweden Open won, een toernooi in het kader van de ITTF Pro Tour. Een jaar later maakte de Chinese definitief naam door van de zes dubbelspelen waaraan ze deelnam op de Pro Tour er vijf te winnen. Het enige toernooi dat de Chinese dat jaar niet won, was het Denemarken Open. Daarop verloor ze samen met Li Jia in de finale van het Zuid-Koreaanse duo Lee Eun-sil en Ryu Ji-hae.
Er kwam een stevige deuk in de carrière van Bai Yang toen ze in 2004 samen met drie anderen (Fan Ying, Li Nan en Hou Yingchao) verbannen werd uit de Chinese nationale selectie. Ze zou romantische betrekkingen hebben gehad met mede-international Ma Lin. Omdat de Chinezen het verboden hadden voor spelers onder de twintig (Bai Yang was 19) om romantische relaties te onderhouden met trainingsgenoten, werd ze teruggestuurd naar haar club in Hebei. De Chinese speelde zowel dat jaar als in 2005 nog één toernooi op de Pro Tour en het WK in Shanghai, waarna ze uit het internationale circuit verdween.

## Erelijst
Belangrijkste resultaten:
- Verliezend finaliste gemengd dubbel wereldkampioenschappen 2003 en 2005 (beide met Liu Guozheng), brons in 2001 (met Zhan Jian)
- Brons dubbelspel vrouwen wereldkampioenschappen 2005 (met Guo Yan)

ITTF Pro Tour:
Enkelspel:
- Verliezend finaliste China Open 2004

Dubbelspel:
- Winnares Zweden Open 2000 (met Niu Jianfeng) en 2001 (met Yang Ying)
- Winnares Kroatië Open 2001 (met Niu Jianfeng)
- Winnares China Open 2001 (met Niu Jianfeng)
- Winnares Amerika Open 2001 (met Niu Jianfeng)
- Winnares Nederland Open 2001 (met Niu Jianfeng)
- Winnares Korea Open 2002 (met Guo Yan)
- Winnares China Open 2003 (met Li Ju)
- Winnares Japan Open 2005 (met Cao Zhen)